# Ditlev Reventlow (1680-1755)
 Der er flere personer med dette navn, se Ditlev Reventlow.
Ditlev Reventlow (12. april 1680 – 10. maj 1755 i Slesvig by) var en holstensk godsejer, broder til Heinrich Reventlow og fader til Ditlev Conrad Reventlow.

## Biografi
Han var søn af gehejmeråd Ditlev Reventlow og Dorothea Ahlefeldt. Han blev immatrikuleret 1698 ved Ridderakademiet i København, var 1698-99 premierløjtnant i 1. Bataljon Sjælland i Sachsen, 1699 kammerjunker, 1702 i engelsk sold i Braband, blev 1705 landråd, 1717 konferensråd og 16. april 1721 Hvid Ridder. Han var 4. september samme år ordfører for de slesvig-holstenske prælater og Ridderskabet ved arvehyldningen på Gottorp Slot. 
Han skrev sig til Schmoel og Hohenfelde (1701), Lehmkulen, Kronshagen, Rantzau og Colmar (1732), var provst for Sankt Johannes Kloster i Slesvig, overlod 1737 alle sine godser til sine kreditorer og forårsagede derved "en af de langsommeligste og fordærveligste Konkurser i Landet". Han døde 10. maj 1755 i Slesvig, hvorefter hans godser 1757 kom under konkurs.

## Familie
18. august 1702 ægtede han i Treenighedskirken i Altona Anna Margrethe von Jessen (16. september 1681 i København - 16. september 1744 i København), datter af  	Thomas Balthazar von Jessen. 